# 全国女性団体連絡協議会
全国女性団体連絡協議会（ぜんこくじょせいだんたいれんらくきょうぎかい）は、日本の女性団体で、地域婦人会、女性会、地域女性団体の全国ネットワーク組織。1952年7月9日に全国地域婦人団体連絡協議会（略称：全地婦連）として結成された。後述のように消費者団体としての側面もある。

## 概要

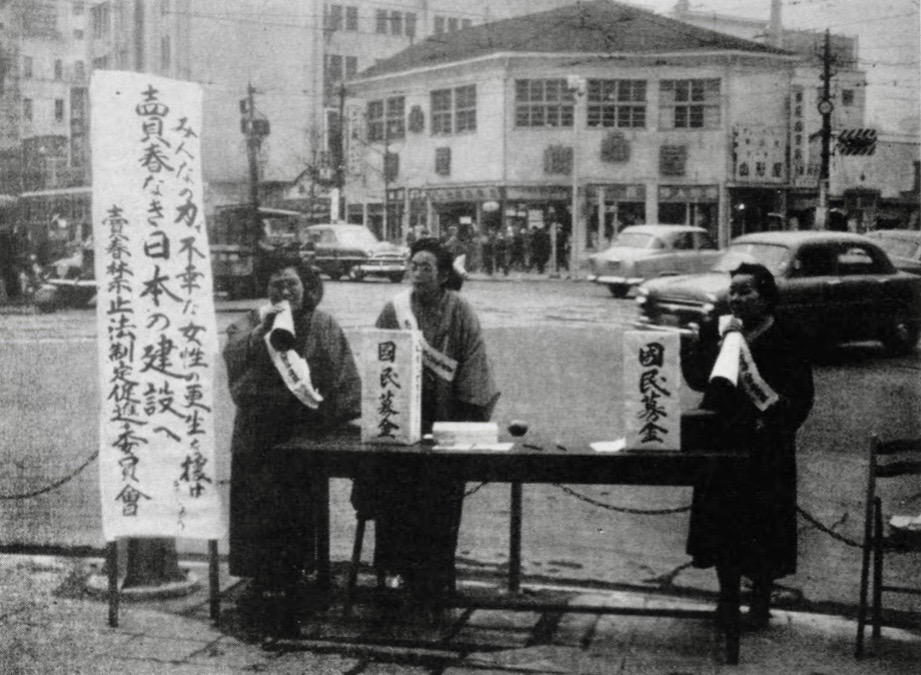
1956年3月、全地婦連など33団体が加盟する「売春禁止法制定促進委員会」は売春婦の更生資金獲得のため、街頭募金活動を行った。同年5月21日、売春防止法が国会で成立した。

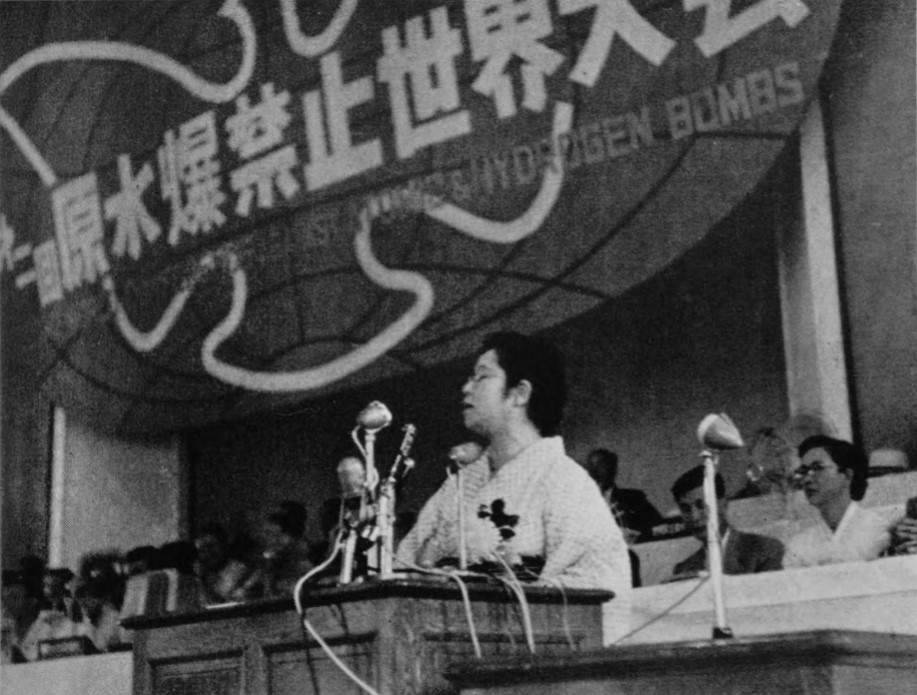
1956年8月に長崎市で開催された第2回原水爆禁止世界大会。全地婦連会長の山高しげりは議長団を代表して開会の辞を述べた。

1951年10月、全国組織結成のため、1都9県の地域女性代表が出席する第1回協議会が山梨県甲府市で開かれた。
1952年7月9日、全国女性団体連絡協議会の創立総会が東京国立博物館で開かれた。21都府県の女性団体が集い、初代理事長には山高しげりが就任した。
1955年8月6日から8日にかけて広島市で開催された第1回原水爆禁止世界大会に参加。
1961年6月10日、原水爆禁止日本協議会（原水協）の有力メンバーである全地婦連（700万人）と日本青年団協議会（430万人）は「原水協は独善的な方針をとっている」と連名で声明発表した。声明の中で「特定の政治体制や階級的イデオロギーを押し付ける誤りの是正」を訴えた。1964年4月9日、全地婦連は原水協に正式に脱退を通告した。
1965年、主婦連合会などとともに「選挙法改正運動協議会」に参加。東京都議会黒い霧事件で議会解散、次いで行われた都議会選挙において悪質候補者追放運動を行った。
1968年、100円「ちふれ化粧品」発売。1970年、カラーテレビ二重価格問題に取り組む。
当初は原水爆禁止運動や沖縄返還運動など、政治的な運動の色合いが強かったが、1970年頃からは電気製品の二重価格表示の実情調査や、低価格化粧品「ちふれ化粧品」を全地婦連会員向けに販売するなどしている。2013年、全国婦人会館の土地の半分弱をちふれ化粧品に売却。
2022年4月、「全国女性団体連絡協議会」に改名した。
現会長の櫻井よう子はかつて「櫻井姚」の名で茨城県議議員として活動していた。県議の途中で自由民主党に所属した。2005年の衆院選（無所属）、2012年のつくば市長選挙（無所属）、2013年の参院選（日本維新の会）に立候補するもいずれも落選している。
組織は、都道府県と政令指定都市の48団体。市町村の女性団体が参加している。